# Innocenzo Cibo

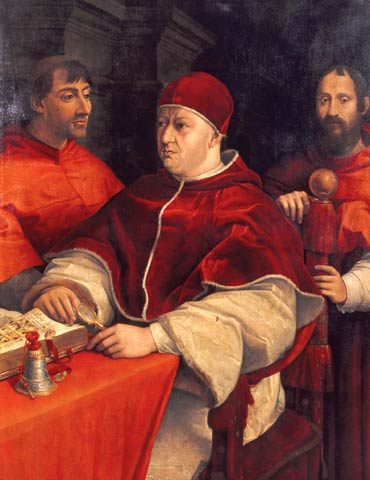
Kardinal Innocenzo Cibo (rechts) mit Papst Leo X. (Mitte) und Kardinal Giulio de Medici (links) (16. Jh.)

Innocenzo Cibo (* 25. August 1491 in Florenz; † 23. September 1550 in Rom) war ein italienischer Kardinal.

## Familie

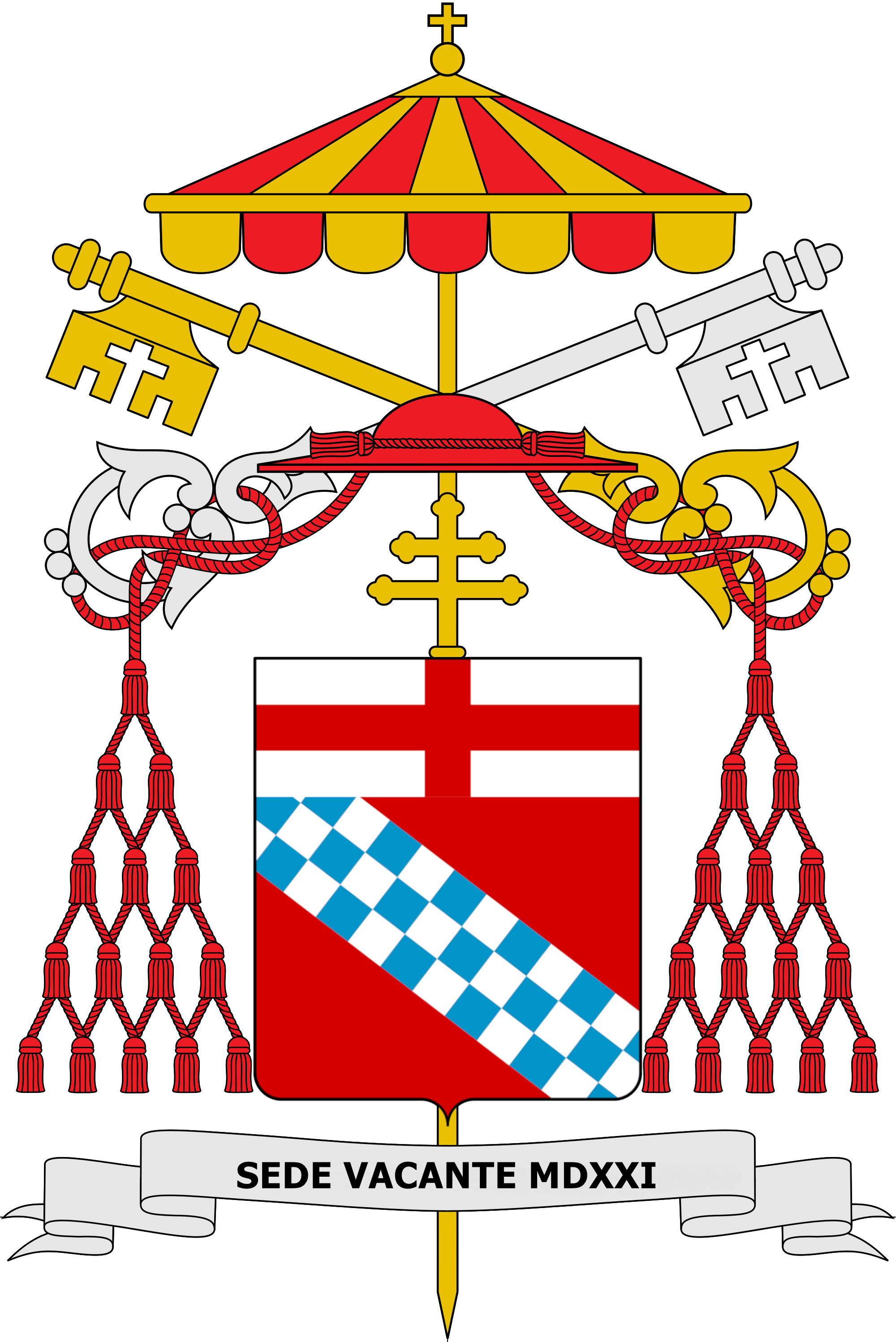
Wappen als Kardinalkämmerer während der Sedisvakanz des Heiligen Stuhls 1521 (modernes Schema)

Innocenzo Cibo wurde als Sohn vom Franceschetto Cybo und Maddalena di Lorenzo de’ Medici und daher als Enkel von Papst Innozenz VIII. und Lorenzo dem Prächtigen geboren. Nach der Erziehung am Hof der Medici wurde er von seinem Onkel Leo X. zum Kardinal erhoben. 1517 wurde er zum Kardinaldiakon von Santa Maria in Domnica ernannt. 1520 war er Erzbischof von Genua und päpstlicher Legat in Bologna. Im Jahr seines Todes 1550 wurde er Kardinaldiakon von Santa Maria in Via Lata.

## Leben
Cibo häufte Bischofstitel an, die von Saint-Andrews, Marseille, Aléria (Korsika), Mariana und Ventimiglia. Kurz vor der Sacco di Roma nahm er Zuflucht bei seiner Schwägerin Ricciarda Malaspina. Er hatte eine wichtige Rolle bei der Krönung von Kaiser Karl V. in Bologna im Jahre 1530.
Zwei Jahre später wurde er von einem anderen Medici, Papst Clemens VII., mit der Regierung des Herzogtums Florenz während der Abwesenheit des Herzogs Alessandro de’ Medici beauftragt. Auf dem Konklave nach dem Tod von Clemens VII. versuchte er Papst zu werden, wurde aber von Paul III. geschlagen und in der Folge entschied er sich zur Rückkehr nach Florenz. Aber hier verschlechterten sich seine Beziehungen zu Herzog Cosimo I. de’ Medici und daraufhin zog er 1540 wieder nach Massa Carrara.
In Rom hatte er seinen Wohnsitz im Palazzo Altemps. Nach der Rückgabe der Stadt nahm er wieder am Konklave teil, das Julius III. wählte; er starb wenige Monate später und hinterließ vier Kinder.